# هنري كوشيه
هنري كوشيه (بالفرنسية: Henri Cochet)‏ مواليد 14 ديسمبر 1901 في فيلوربان، فرنسا - الوفاة 1 أبريل 1987 في سن جرمن آن له، كان لاعب كرة مضرب فرنسي بدأ مسيرته كمحترف سنة 1933 وكان يلعب باليد اليمنى، اعتزل اللعب في 1958. سبق أن كان المصنف الأول عالمياً. كما أنه أحد أبطال الجراند سلام. سبق أن شارك في دورة الألعاب الأولمبية الصيفية.

## بطولات حققها
- بطولة ويمبلدون

## النهائيات

### الفردي: 10 (الألقاب 7, الوصافة 3)
| النتيجة | السنة | البطولة                     | الأرضية | النتيجة                 |
| ------- | ----- | --------------------------- | ------- | ----------------------- |
| الفوز   | 1926  | دورة رولان غاروس الدولية    | ترابية  | 6–2, 6–4, 6–3           |
| الفوز   | 1927  | ويمبلدون                    | عشبية   | 4–6, 4–6, 6–3, 6–4, 7–5 |
| الفوز   | 1928  | دورة رولان غاروس الدولية    | ترابية  | 5–7, 6–3, 6–1, 6–3      |
| الوصافة | 1928  | ويمبلدون                    | عشبية   | 1–6, 6–4, 4–6, 2–6      |
| الفوز   | 1928  | بطولة أمريكا المفتوحة للتنس | عشبية   | 4–6, 6–4, 3–6, 7–5, 6–3 |
| الفوز   | 1929  | ويمبلدون                    | عشبية   | 6–4, 6–3, 6–4           |
| الفوز   | 1930  | دورة رولان غاروس الدولية    | ترابية  | 3–6, 8–6, 6–3, 6–1      |
| الفوز   | 1932  | دورة رولان غاروس الدولية    | ترابية  | 6–0, 6–4, 4–6, 6–3      |
| الوصافة | 1932  | بطولة أمريكا المفتوحة للتنس | عشبية   | 4–6, 4–6, 4–6           |
| الوصافة | 1933  | دورة رولان غاروس الدولية    | ترابية  | 6–8, 1–6, 3–6           |

## الميداليات
| الميدالية | المسابقة                       |
| --------- | ------------------------------ |
| فضية      | الألعاب الأولمبية الصيفية 1924 |

## روابط خارجية
- هنري كوشيه على موقع رابطة محترفي التنس (الإنجليزية)
- هنري كوشيه على موقع الاتحاد الدولي لكرة المضرب (الإنجليزية)
- هنري كوشيه على موقع كأس ديفيز (الإنجليزية)
- هنري كوشيه على موقع قاعة مشاهير كرة المضرب الدولية (الإنجليزية)
- هنري كوشيه على موقع أرشيف التنس.كوم (الإنجليزية)
- هنري كوشيه على موقع خلاصة التنس.كوم (الإنجليزية)
- هنري كوشيه على موقع اللجنة الأولمبية الدولية (الإنجليزية)
- هنري كوشيه على موقع أوليمبيديا (الإنجليزية)